# Natação nos Jogos Olímpicos de Verão de 1996
A natação nos Jogos Olímpicos de Verão de 1996 foi realizada em Atlanta, nos Estados Unidos.
No masculino, os destaques foram Alexander Popov, Danyon Loader e Denis Pankratov. No feminino, Michelle Smith, Amy Van Dyken e Penelope Heyns.

## Eventos da natação
Masculino: 50 metros livre | 100 metros livre | 200 metros livre | 400 metros livre | 1500 metros livre | 100 metros costas | 200 metros costas | 100 metros peito | 200 metros peito | 100 metros borboleta | 200 metros borboleta | 400 metros medley | 400 metros medley | 4x100 metros livre | 4x200 metros livre | 4x100 metros medley
Feminino: 50 metros livre | 100 metros livre | 200 metros livre | 400 metros livre | 800 metros livre | 100 metros costas | 200 metros costas | 100 metros peito | 200 metros peito | 100 metros borboleta | 200 metros borboleta | 200 metros medley | 400 metros medley | 4x100 metros livre | 4x200 metros livre | 4x100 metros medley

## Masculino

### 50 metros livre masculino
| Pos. | País                 | Atletas          | Tempo |
| ---- | -------------------- | ---------------- | ----- |
|      | Rússia (RUS)         | Alexander Popov  | 22s13 |
|      | Estados Unidos (USA) | Gary Hall Jr.    | 22s26 |
|      | Brasil (BRA)         | Fernando Scherer | 22s29 |

Final:
1. RUS Alexander Popov, 22.13
2. USA Gary Hall Jr., 22.26
3. BRA Fernando Scherer, 22.29
4. CHN Chengji Jiang, 22.33
5. RSA Brendon Dedeking, 22.59
6. USA David Fox, 22.68
7. VEN Francisco Sánchez, 22.72
8. PUR Ricardo Busquets, 22.73

### 100 metros livre masculino
| Pos. | País                 | Atletas         | Tempo |
| ---- | -------------------- | --------------- | ----- |
|      | Rússia (RUS)         | Alexander Popov | 48s74 |
|      | Estados Unidos (USA) | Gary Hall Jr.   | 48s81 |
|      | Brasil (BRA)         | Gustavo Borges  | 49s02 |

Final:
1. RUS Alexander Popov, 48.74
2. USA Gary Hall Jr., 48.81
3. BRA Gustavo Borges, 49.02
4. NED Pieter van den Hoogenband, 49.13
5. BRA Fernando Scherer, 49.57
6. UKR Pavel Khnykin, 49.65
7. PUR Ricardo Busquets, 49.68
8. VEN Francisco Sánchez, 49.84

### 200 metros livre masculino
| Pos. | País                | Atletas         | Tempo   |
| ---- | ------------------- | --------------- | ------- |
|      | Nova Zelândia (NZL) | Danyon Loader   | 1m47s63 |
|      | Brasil (BRA)        | Gustavo Borges  | 1m48s08 |
|      | Austrália (AUS)     | Daniel Kowalski | 1m48s25 |

Final:
1. NZL Danyon Loader, 1:47.63
2. BRA Gustavo Borges, 1:48.08
3. AUS Daniel Kowalski, 1:48.25
4. NED Pieter van den Hoogenband, 1:48.36
5. SWE Anders Holmertz, 1:48.42
6. ITA Massimiliano Rosolino, 1:48.50
7. USA Josh Davis, 1:48.54
8. GBR Paul Palmer, 1:49.39

### 400 metros livre masculino
| Pos. | País                | Atletas         | Tempo   |
| ---- | ------------------- | --------------- | ------- |
|      | Nova Zelândia (NZL) | Danyon Loader   | 3m47s97 |
|      | Grã-Bretanha (GBR)  | Paul Palmer     | 3m49s00 |
|      | Austrália (AUS)     | Daniel Kowalski | 3m49s39 |

Final:
1. NZL Danyon Loader, 3:47.97
2. GBR Paul Palmer, 3:49.00
3. AUS Daniel Kowalski, 3:49.39
4. ITA Emiliano Brembilla, 3:49.87
5. SWE Anders Holmertz, 3:50.66
6. ITA Massimiliano Rosolino, 3:51.04
7. GER Jörg Hoffmann, 3:52.15
8. DEN Jacob Carstensen, 3:54.45

### 1500 metros livre masculino
| Pos. | País               | Atletas         | Tempo    |
| ---- | ------------------ | --------------- | -------- |
|      | Austrália (AUS)    | Kieren Perkins  | 14m56s40 |
|      | Austrália (AUS)    | Daniel Kowalski | 15m02s43 |
|      | Grã-Bretanha (GBR) | Graeme Smith    | 15m02s48 |

Final:
1. AUS Kieren Perkins, 14:56.40
2. AUS Daniel Kowalski, 15:02.43
3. GBR Graeme Smith, 15:02.48
4. ITA Emiliano Brembilla, 15:08.58
5. RSA Ryk Neethling, 15:14.63
6. JPN Masato Hirano, 15:17.28
7. GER Jörg Hoffmann, 15:18.86
8. RUS Aleksey Akatyev, 15:21.68

### 100 metros costas masculino
| Pos. | País                 | Atletas        | Tempo |
| ---- | -------------------- | -------------- | ----- |
|      | Estados Unidos (USA) | Jeff Rouse     | 54s10 |
|      | Cuba (CUB)           | Rodolfo Falcón | 54s98 |
|      | Cuba (CUB)           | Neisser Bent   | 55s02 |

Final:
1. USA Jeff Rouse, 54.10
2. CUB Rodolfo Falcón, 54.98
3. CUB Neisser Bent, 55.02
4. ESP Martín López-Zubero, 55.22
5. USA Tripp Schwenk, 55.30
6. ITA Emanuele Merisi, 55.53
7. GER Ralf Braun, 55.56
8. FRA Franck Schott, 55.76

### 200 metros costas masculino
| Pos. | País                 | Atletas          | Tempo   |
| ---- | -------------------- | ---------------- | ------- |
|      | Estados Unidos (USA) | Brad Bridgewater | 1m58s54 |
|      | Estados Unidos (USA) | Tripp Schwenk    | 1m58s99 |
|      | Itália (ITA)         | Emanuele Merisi  | 1m59s18 |

Final:
1. USA Brad Bridgewater, 1:58.54
2. USA Tripp Schwenk, 1:58.99
3. ITA Emanuele Merisi, 1:59.18
4. POL Bartosz Sikora, 2:00.05
5. JPN Hajime Itoi, 2:00.10
6. ESP Martín López-Zubero, 2:00.74
7. ITA Mirko Mazzari, 2:01.27
8. CUB Rodolfo Falcón, 2:08.14

### 100 metros peito masculino
| Pos. | País                 | Atletas            | Tempo   |
| ---- | -------------------- | ------------------ | ------- |
|      | Bélgica (BEL)        | Fred Deburghgraeve | 1m00s65 |
|      | Estados Unidos (USA) | Jeremy Linn        | 1m00s77 |
|      | Alemanha (GER)       | Mark Warnecke      | 1m01s33 |

Final:
1. BEL Fred Deburghgraeve, 1:00.65 (WR)
2. USA Jeremy Linn, 1:00.77
3. GER Mark Warnecke, 1:01.33
4. HUN Károly Güttler, 1:01.49
5. AUS Phil Rogers, 1:01.64
6. USA Kurt Grote, 1:01.69
7. CHN Zeng Qiliang, 1:02.01
8. RUS Stanislav Lopukhov, 1:02.13

### 200 metros peito masculino
| Pos. | País          | Atletas         | Tempo   |
| ---- | ------------- | --------------- | ------- |
|      | Hungria (HUN) | Norbert Rózsa   | 2m12s57 |
|      | Hungria (HUN) | Károly Güttler  | 2m13s03 |
|      | Rússia (RUS)  | Andrey Korneyev | 2m13s17 |

Final:
1. HUN Norbert Rózsa, 2:12.57
2. HUN Károly Güttler, 2:13.03
3. RUS Andrey Korneyev, 2:13.17
4. GBR Nick Gillingham, 2:14.37
5. AUS Phil Rogers, 2:14.79
6. POL Marek Krawczyk, 2:14.84
7. USA Eric Wunderlich, 2:15.69
8. USA Kurt Grote, 2:16.05

### 100 metros borboleta masculino
| Pos. | País            | Atletas           | Tempo |
| ---- | --------------- | ----------------- | ----- |
|      | Rússia (RUS)    | Denis Pankratov   | 52s27 |
|      | Austrália (AUS) | Scott Miller      | 52s53 |
|      | Rússia (RUS)    | Vladislav Kulikov | 53s13 |

Final:
1. RUS Denis Pankratov, 52.27 (WR)
2. AUS Scott Miller, 52.53
3. RUS Vladislav Kulikov, 53.13
4. CHN Chengji Jiang, 53.20
5. POL Rafal Szukala, 53.29
6. AUS Michael Klim, 53.30
7. CAN Stephen Clarke, 53.33
8. UKR Pavel Khnykin, 53.58

### 200 metros borboleta masculino
| Pos. | País                 | Atletas         | Tempo   |
| ---- | -------------------- | --------------- | ------- |
|      | Rússia (RUS)         | Denis Pankratov | 1m56s51 |
|      | Estados Unidos (USA) | Tom Malchow     | 1m57s44 |
|      | Austrália (AUS)      | Scott Goodman   | 1m57s48 |

Final:
1. RUS Denis Pankratov, 1:56.51
2. USA Tom Malchow, 1:57.44
3. AUS Scott Goodman, 1:57.48
4. FRA Franck Esposito, 1:58.10
5. AUS Scott Miller, 1:58.28
6. UKR Denys Sylantyev, 1:58.37
7. GBR James Hickman, 1:58.47
8. HUN Peter Horváth, 1:59.12

### 200 metros medley masculino
| Pos. | País            | Atletas       | Tempo   |
| ---- | --------------- | ------------- | ------- |
|      | Hungria (HUN)   | Attila Czene  | 1m59s91 |
|      | Finlândia (FIN) | Jani Sievinen | 2m00s13 |
|      | Canadá (CAN)    | Curtis Myden  | 2m01s13 |

Final:
1. HUN Attila Czene, 1:59.91
2. FIN Jani Sievinen, 2:00.13
3. CAN Curtis Myden, 2:01.13
4. NED Marcel Wouda, 2:01.45
5. AUS Matthew Dunn, 2:01.57
6. USA Greg Burgess, 2:02.56
7. USA Tom Dolan, 2:03.89
8. FRA Xavier Marchand, 2:04.29

### 400 metros medley masculino
| Pos. | País                 | Atletas       | Tempo   |
| ---- | -------------------- | ------------- | ------- |
|      | Estados Unidos (USA) | Tom Dolan     | 4m14s90 |
|      | Estados Unidos (USA) | Eric Namesnik | 4m15s25 |
|      | Canadá (CAN)         | Curtis Myden  | 4m16s28 |

Final:
1. USA Tom Dolan, 4:14.90
2. USA Eric Namesnik, 4:15.25
3. CAN Curtis Myden, 4:16.28
4. AUS Matthew Dunn, 4:16.66
5. NED Marcel Wouda, 4:17.71
6. ITA Luca Sacchi, 4:18.31
7. POL Marcin Malinski, 4:20.50
8. MDA Serghei Mariniuc, 4:21.15

### 4x100 metros livre masculino
| Pos. | País                 | Atletas                                                           | Tempo   |
| ---- | -------------------- | ----------------------------------------------------------------- | ------- |
|      | Estados Unidos (USA) | Jon Olsen Josh Davis Bradley Schumacher Gary Hall Jr.             | 3m15s41 |
|      | Rússia (RUS)         | Roman Yegorov Alexander Popov Vladimir Predkin Vladimir Pyshnenko | 3m17s06 |
|      | Alemanha (GER)       | Christian Tröger Bengt Zikarsky Björn Zikarsky Mark Pinger        | 3m17s20 |

Final:
1. Estados Unidos (Jon Olsen, Josh Davis, Brad Schumacher, Gary Hall Jr.), 3:15.41
2. Rússia (Roman Yegorov, Alexander Popov, Vladimir Predkin, Vladimir Pyshnenko), 3:17.06
3. Alemanha (Christian Tröger, Bengt Zikarsky, Björn Zikarsky, Mark Pinger), 3:17.20
4. Brasil (Fernando Scherer, Alexandre Massura, André Cordeiro, Gustavo Borges), 3:18.30
5. Países Baixos (Mark Veens, Pie Geelen, Martin van der Spoel, Pieter van den Hoogenband), 3:19.02
6. Austrália (Michael Klim, Matthew Dunn, Scott Logan, Chris Fydler), 3:20.13
7. Suécia (Lars Frölander, Fredrik Letzler, Anders Holmertz, Christer Wallin), 3:20.16
8. Reino Unido (Nicholas Shackell, Alan Rapley, Mark Stevens, Mike Fibbens), 3:21.52

### 4x200 metros livre masculino
| Pos. | País                 | Atletas                                                        | Tempo   |
| ---- | -------------------- | -------------------------------------------------------------- | ------- |
|      | Estados Unidos (USA) | Josh Davis Joe Hudepohl Bradley Schumacher Ryan Berube         | 7m14s84 |
|      | Suécia (SWE)         | Christer Wallin Anders Holmertz Lars Frölander Anders Lyrbring | 7m17s56 |
|      | Alemanha (GER)       | Aimo Heilmann Christian Keller Christian Tröger Steffen Zesner | 7m17s71 |

Final:
1. Estados Unidos (Josh Davis, Joe Hudepohl, Brad Schumacher, Ryan Berube), 7:14.84
2. Suécia (Christer Wallin, Anders Holmertz, Lars Frölander, Anders Lyrbring), 7:17.56
3. Alemanha (Aimo Heilmann, Christian Keller, Christian Tröger, Steffen Zesner), 7:17.71
4. Austrália (Daniel Kowalski, Michael Klim, Malcolm Allen, Matthew Dunn), 7:18.47
5. Reino Unido (Paul Palmer, Andrew Clayton, Mark Stevens, James Salter), 7:18.74
6. Itália (Massimiliano Rosolino, Emanuele Idini, Emanuele Merisi, Pier Maria Siciliano), 7:19.92
7. Países Baixos (Marcel Wouda, Mark van der Zijden, Martin van der Spoel, Pieter van den Hoogenband), 7:21.96
8. França (Yann deFabrique, Lionel Poirot, Bruno Orsoni, Christophe Bordeau), 7:24.85

### 4x100 metros medley masculino
| Pos. | País                 | Atletas                                                            | Tempo   |
| ---- | -------------------- | ------------------------------------------------------------------ | ------- |
|      | Estados Unidos (USA) | Jeff Rouse Jeremy Linn Mark Henderson Gary Hall Jr.                | 3m34s84 |
|      | Rússia (RUS)         | Vladimir Selkov Stanislav Lopukhov Denis Pankratov Alexander Popov | 3m37s55 |
|      | Austrália (AUS)      | Steven Dewick Phil Rogers Scott Miller Michael Klim                | 3m39s56 |

Final:
1. Estados Unidos (Jeff Rouse, Jeremy Linn, Mark Henderson, Gary Hall Jr.), 3:34.84 (WR)
2. Rússia (Vladimir Selkov, Stanislav Lopukhov, Denis Pankratov, Alexander Popov), 3:37.55
3. Austrália (Steven Dewick, Phil Rogers, Scott Miller, Michael Klim), 3:39.56
4. Alemanha (Ralf Braun, Mark Warnecke, Christian Keller, Björn Zikarsky), 3:39.64
5. Japão (Keitaro Konnai, Akira Hayashi, Takashi Yamamoto, Shunsuke Ito), 3:40.51
6. Hungria (Tamás Deutsch, Károly Gütter, Peter Horváth, Attila Czene), 3:40.84
7. Polônia (Mariusz Siembida, Marek Krawczyk, Rafal Szukala, Bartosz Kizierowski), 3:41.94
8. Israel (Eithan Urbach, Vadim Alexeev, Dan Kutler, Yoav Bruck), 3:42.90

## Feminino

### 50 metros livre feminino
| Pos. | País                 | Atletas       | Tempo |
| ---- | -------------------- | ------------- | ----- |
|      | Estados Unidos (USA) | Amy Van Dyken | 24s87 |
|      | China (CHN)          | Le Jingyi     | 24s90 |
|      | Alemanha (GER)       | Sandra Völker | 25s14 |

Final:
1. USA Amy Van Dyken, 24.87
2. CHN Le Jingyi, 24.90
3. GER Sandra Völker, 25.14
4. USA Angel Martino, 25.31
5. BAR Leah Martindale, 25.49
6. SWE Linda Olofsson, 25.63
7. CHN Ying Shan, 25.70

1. RUS Natalia Mescheryakova, 25.70

### 100 metros livre feminino
| Pos. | País                 | Atletas       | Tempo |
| ---- | -------------------- | ------------- | ----- |
|      | China (CHN)          | Le Jingyi     | 54s50 |
|      | Alemanha (GER)       | Sandra Völker | 54s88 |
|      | Estados Unidos (USA) | Angel Martino | 54s93 |

Final:
1. CHN Le Jingyi, 54.50
2. GER Sandra Völker, 54.88
3. USA Angel Martino, 54.93
4. USA Amy Van Dyken, 55.11
5. GER Franziska van Almsick, 55.59
6. AUS Saray Ryan, 55.85
7. DEN Mette Jacobsen, 56.01
8. NED Karin Brienesse, 56.12

### 200 metros livre feminino
| Pos. | País             | Atletas               | Tempo   |
| ---- | ---------------- | --------------------- | ------- |
|      | Costa Rica (CRC) | Claudia Poll          | 1m58s16 |
|      | Alemanha (GER)   | Franziska van Almsick | 1m58s57 |
|      | Alemanha (GER)   | Dagmar Hase           | 1m59s56 |

Final:
1. CRC Claudia Poll, 1:58.16
2. GER Franziska van Almsick, 1:58.57
3. GER Dagmar Hase, 1:59.56
4. USA Trina Jackson, 1:59.57
5. AUS Susie O'Neill, 1:59.87
6. USA Cristina Teuscher, 2:00.79
7. AUS Julia Greville, 2:01.46
8. ROU Luminita Dobrescu, 2:01.63

### 400 metros livre feminino
| Pos. | País                | Atletas           | Tempo   |
| ---- | ------------------- | ----------------- | ------- |
|      | Irlanda (IRL)       | Michelle Smith    | 4m07s25 |
|      | Alemanha (GER)      | Dagmar Hase       | 4m08s30 |
|      | Países Baixos (NED) | Kirsten Vlieghuis | 4m08s70 |

Final:
1. IRL Michelle Smith, 4:07.25
2. GER Dagmar Hase, 4:08.30
3. NED Kirsten Vlieghuis, 4:08.70
4. GER Kerstin Kielgass, 4:09.83
5. CRC Claudia Poll, 4:10.00
6. NED Carla Geurts, 4:10.06
7. JPN Eri Yamanoi, 4:11.68
8. USA Cristina Teuscher, 4:14.21

### 800 metros livre feminino
| Pos. | País                 | Atletas           | Tempo   |
| ---- | -------------------- | ----------------- | ------- |
|      | Estados Unidos (USA) | Brooke Bennett    | 8m27s89 |
|      | Alemanha (GER)       | Dagmar Hase       | 8m29s91 |
|      | Países Baixos (NED)  | Kirsten Vlieghuis | 8m30s84 |

Final:
1. USA Brooke Bennett, 8:27.89
2. GER Dagmar Hase, 8:29.91
3. NED Kirsten Vlieghuis, 8:30.84
4. GER Kerstin Kielgass, 8:31.06
5. NOR Irene Dalby, 8:38.34
6. USA Janet Evans, 8:38.91
7. NED Carla Geurts, 8:40.43
8. GBR Sarah Hardcastle, 8:41.75

### 100 metros costas feminino
| Pos. | País                 | Atletas           | Tempo   |
| ---- | -------------------- | ----------------- | ------- |
|      | Estados Unidos (USA) | Beth Botsford     | 1m01s19 |
|      | Estados Unidos (USA) | Whitney Hedgepeth | 1m01s47 |
|      | África do Sul (RSA)  | Marianne Kriel    | 1m02s12 |

Final:
1. USA Beth Botsford, 1:01.19
2. USA Whitney Hedgepeth, 1:01.47
3. RSA Marianne Kriel, 1:02.12
4. JPN Mai Nakamura, 1:02.33
5. CHN Yan Chen, 1:02.50
6. GER Antje Buschschulte, 1:02.52
7. AUS Nicole Stevenson, 1:02.70
8. JPN Miki Nakao, 1:02.78

### 200 metros costas feminino
| Pos. | País                 | Atletas             | Tempo   |
| ---- | -------------------- | ------------------- | ------- |
|      | Hungria (HUN)        | Krisztina Egerszegi | 2m07s83 |
|      | Estados Unidos (USA) | Whitney Hedgepeth   | 2m11s98 |
|      | Alemanha (GER)       | Cathleen Rund       | 2m12s06 |

Final:
1. HUN Krisztina Egerszegi, 2:07.83
2. USA Whitney Hedgepeth, 2:11.98
3. GER Cathleen Rund, 2:12.06
4. GER Anke Scholz, 2:12.90
5. JPN Miki Nakao, 2:13.57
6. NZL Anna Simcic, 2:14.04
7. ITA Lorenza Vigarani, 2:14.56
8. RUS Nina Zhivanevskaya, 2:14.59

### 100 metros peito feminino
| Pos. | País                 | Atletas        | Tempo   |
| ---- | -------------------- | -------------- | ------- |
|      | África do Sul (RSA)  | Penelope Heyns | 1m07s73 |
|      | Estados Unidos (USA) | Amanda Beard   | 1m08s09 |
|      | Austrália (AUS)      | Samantha Riley | 1m09s18 |

Final:
1. RSA Penelope Heyns, 1:07.73
2. USA Amanda Beard, 1:08.09
3. AUS Samantha Riley, 1:09.18
4. UKR Svetlana Bondarenko, 1:09.21
5. AUT Vera Lischka, 1:09.24
6. CAN Guylaine Cloutier, 1:09.40
7. HUN Ágnes Kovács, 1:09.55
8. BEL Brigitte Becue, 1:09.79

### 200 metros peito feminino
| Pos. | País                 | Atletas        | Tempo   |
| ---- | -------------------- | -------------- | ------- |
|      | África do Sul (RSA)  | Penelope Heyns | 2m25s41 |
|      | Estados Unidos (USA) | Amanda Beard   | 2m25s75 |
|      | Hungria (HUN)        | Ágnes Kovács   | 2m26s57 |

Final:
1. RSA Penelope Heyns, 2:25.41
2. USA Amanda Beard, 2:25.75
3. HUN Ágnes Kovács, 2:26.57
4. AUS Samantha Riley, 2:27.91
5. JPN Masami Tanaka, 2:28.05
6. AUS Nadine Neumann, 2:28.34
7. BEL Brigitte Becue, 2:28.36
8. CAN Christin Petelski, 2:31.45

### 100 metros borboleta feminino
| Pos. | País                 | Atletas       | Tempo |
| ---- | -------------------- | ------------- | ----- |
|      | Estados Unidos (USA) | Amy Van Dyken | 59s13 |
|      | China (CHN)          | Liu Limin     | 59s14 |
|      | Estados Unidos (USA) | Angel Martino | 59s23 |

Final:
1. USA Amy Van Dyken, 59.13
2. CHN Liu Limin, 59.14
3. USA Angel Martino, 59.23
4. JPN Hitomi Kashima, 1:00.11
5. AUS Susie O'Neill, 1:00.17
6. JPN Ayari Aoyama, 1:00.18
7. CHN Cai Huijue, 1:00.46
8. DEN Mette Jacobsen, 1:00.76

### 200 metros borboleta feminino
| Pos. | País            | Atletas        | Tempo   |
| ---- | --------------- | -------------- | ------- |
|      | Austrália (AUS) | Susie O'Neill  | 2m07s76 |
|      | Austrália (AUS) | Petria Thomas  | 2m09s82 |
|      | Irlanda (IRL)   | Michelle Smith | 2m09s91 |

Final:
1. AUS Susie O'Neill, 2:07.76
2. AUS Petria Thomas, 2:09.82
3. IRL Michelle Smith, 2:09.91
4. CHN Yun Qu, 2:10.26
5. CHN Liu Limin, 2:10.70
6. CAN Jessica Deglau, 2:11.40
7. JPN Mika Haruna, 2:11.93
8. USA Trina Jackson, 2:11.96

### 200 metros medley feminino
| Pos. | País          | Atletas          | Tempo   |
| ---- | ------------- | ---------------- | ------- |
|      | Irlanda (IRL) | Michelle Smith   | 2m13s93 |
|      | Canadá (CAN)  | Marianne Limpert | 2m14s35 |
|      | China (CHN)   | Li Lin           | 2m14s74 |

Final:
1. IRL Michelle Smith, 2:13.93
2. CAN Marianne Limpert, 2:14.35
3. CHN Li Lin, 2:14.74
4. CAN Joanne Malar, 2:15.30
5. AUS Elli Overton, 2:16.04
6. USA Allison Wagner, 2:16.43
7. NED Minouche Smit, 2:16.73
8. SWE Louise Karlsson, 2:17.25

### 400 metros medley feminino
| Pos. | País                 | Atletas             | Tempo   |
| ---- | -------------------- | ------------------- | ------- |
|      | Irlanda (IRL)        | Michelle Smith      | 4m39s18 |
|      | Estados Unidos (USA) | Allison Wagner      | 4m42s03 |
|      | Hungria (HUN)        | Krisztina Egerszegi | 4m42s53 |

Final:
1. IRL Michelle Smith, 4:39.18
2. USA Allison Wagner, 4:42.03
3. HUN Krisztina Egerszegi, 4:42.53
4. GER Sabine Herbst, 4:44.02
5. AUS Emma Johnson, 4:44.91
6. ROU Beatrice Coada, 4:45.17
7. ESP Lourdes Becerra, 4:45.36
8. USA Whitney Metzler, 4:46.20

### 4x100 metros livre feminino
| Pos. | País                 | Atletas                                                              | Tempo   |
| ---- | -------------------- | -------------------------------------------------------------------- | ------- |
|      | Estados Unidos (USA) | Angel Martino Amy Van Dyken Catherine Fox Jenny Thompson             | 3m39s29 |
|      | China (CHN)          | Le Jingyi Na Chao Yun Nian Shan Ying                                 | 3m40s48 |
|      | Alemanha (GER)       | Sandra Völker Simone Osygus Antje Buschschulte Franziska van Almsick | 3m41s48 |

Final:
1. Estados Unidos (Angel Martino, Amy Van Dyken, Catherine Fox, Jenny Thompson), 3:39.29
2. China (Le Jingyi, Na Chao, Yun Nian, Ying Shan), 3:40.48
3. Alemanha (Sandra Völker, Simone Osygus, Antje Buschschulte, Franziska van Almsick), 3:41.48
4. Países Baixos (Marianne Muis, Minouche Smit, Wilma van Hofwegen, Karin Brienesse), 3:42.40
5. Suécia (Linda Olofsson, Louise Jöhncke, Louise Carlsson, Johanna Sjöberg), 3:44.91
6. Austrália (Sarah Ryan, Julia Greville, Lise Mackie, Susie O'Neill), 3:45.31
7. Canadá (Shannon Shakespeare, Julie Howard, Andrea Moody, Marianne Limpert), 3:46.27
8. Rússia (Elena Nazemnova, Nataliya Sorokina, Svetlana Leshukova, Nataliya Meshcheryakova), DSQ

### 4x200 metros livre feminino
| Pos. | País                 | Atletas                                                        | Tempo   |
| ---- | -------------------- | -------------------------------------------------------------- | ------- |
|      | Estados Unidos (USA) | Trina Jackson Cristina Teuscher Sheila Taormina Jenny Thompson | 7m59s87 |
|      | Alemanha (GER)       | Franziska van Almsick Kerstin Kielgaß Anke Scholz Dagmar Hase  | 8m01s55 |
|      | Austrália (AUS)      | Julia Greville Nicole Stevenson Emma Johnson Susie O'Neill     | 8m05s47 |

Final:
1. Estados Unidos (Trina Jackson, Cristina Teuscher, Sheila Taormina, Jenny Thompson), 7:59.29
2. Alemanha (Franziska van Almsick, Kerstin Kielgass, Anke Scholz, Dagmar Hase), 8:01.55
3. Austrália (Julia Greville, Nicole Stevenson, Emma Johnson, Susie O'Neill), 8:05.47
4. Japão (Eri Yamanoi, Naoko Imoto, Aiko Miyake, Suzu Chiba), 8:07.46
5. Canadá (Marianne Limpert, Shannon Shakespeare, Andrea Schwartz, Jessica Deglau, 8:08.16
6. Países Baixos (Carla Geurts, Patricia Stokkers, Minouche Smit, Kirsten Vlieghuis), 8:08.48
7. Romênia (Luminita Dobrescu, Loredana Zisu, Ioana Diaconescu, Carla Negrea), 8:10.02
8. China (Nian Yun, Wang Luna, Yan Chen, Shan Ying), 8:15.38

### 4x100 metros medley feminino
| Pos. | País                 | Atletas                                                  | Tempo   |
| ---- | -------------------- | -------------------------------------------------------- | ------- |
|      | Estados Unidos (USA) | Beth Botsford Amanda Beard Angel Martino Amy Van Dyken   | 4m02s88 |
|      | Austrália (AUS)      | Nicole Stevenson Samantha Riley Susie O'Neill Sarah Ryan | 4m05s08 |
|      | China (CHN)          | Yan Chen Xue Han Huijue Cai Ying Shan                    | 4m07s34 |

Final:
1. Estados Unidos (Beth Botsford, Amanda Beard, Angel Martino, Amy Van Dyken), 4:02.88
2. Austrália (Nicole Stevenson, Samantha Riley, Susie O'Neill, Sarah Ryan), 4:05.08
3. China (Chen Yan, Han Xue, Cai Huijue, Shan Ying), 4:07.34
4. África do Sul (Marianne Kriel, Penelope Heyns, Amanda Loots, Helene Muller), 4:08.16
5. Canadá (Julie Howard, Guylaine Cloutier, Sarah Evanets, Shannon Shakespeare), 4:08.29
6. Alemanha (Antje Buschschulte, Kathrin Dumitru, Franziska van Almsick, Sandra Völker), 4:09.22
7. Rússia (Nina Zhivanevskaya, Elena Makarova, Elena Nazemnova, Nataliya Meshcheryakova), 4:10.56
8. Itália (Lorenza Vigarani, Manuela Dalla Valle, Ilaria Tocchini, Cecilia Vianini), 4:10.59

## Quadro de medalhas da natação
| Ordem | País               | Medalha de ouro | Medalha de prata | Medalha de bronze | Total |
| ----- | ------------------ | --------------- | ---------------- | ----------------- | ----- |
| 1     | USA Estados Unidos | 13              | 11               | 2                 | 26    |
| 2     | RUS Rússia         | 4               | 2                | 2                 | 8     |
| 3     | HUN Hungria        | 3               | 1                | 2                 | 6     |
| 4     | IRL Irlanda        | 3               | 0                | 1                 | 4     |
| 5     | AUS Austrália      | 2               | 4                | 6                 | 12    |
| 6     | RSA África do Sul  | 2               | 0                | 1                 | 3     |
| 7     | NZL Nova Zelândia  | 2               | 0                | 0                 | 2     |
| 8     | CHN China          | 1               | 3                | 2                 | 6     |
| 9     | BEL Bélgica        | 1               | 0                | 0                 | 1     |
| 9     | CRC Costa Rica     | 1               | 0                | 0                 | 1     |
| 11    | GER Alemanha       | 0               | 5                | 7                 | 12    |
| 12    | BRA Brasil         | 0               | 1                | 2                 | 3     |
| 12    | CAN Canadá         | 0               | 1                | 2                 | 3     |
| 14    | CUB Cuba           | 0               | 1                | 1                 | 2     |
| 14    | GBR Grã-Bretanha   | 0               | 1                | 1                 | 2     |
| 16    | FIN Finlândia      | 0               | 1                | 0                 | 1     |
| 16    | SWE Suécia         | 0               | 1                | 0                 | 1     |
| 18    | NED Países Baixos  | 0               | 0                | 2                 | 2     |
| 19    | ITA Itália         | 0               | 0                | 1                 | 1     |